# قصعين لزج
قصعين لزج (الاسم العلمي:Salvia viscosa) هو نوع من النباتات يتبع جنس القصعين من الفصيلة الشفوية.